# Empoasca martorelli
Empoasca martorelli är en insektsart som beskrevs av Metcalf 1955. Empoasca martorelli ingår i släktet Empoasca och familjen dvärgstritar. Inga underarter finns listade i Catalogue of Life.